# 모스크바의 정부

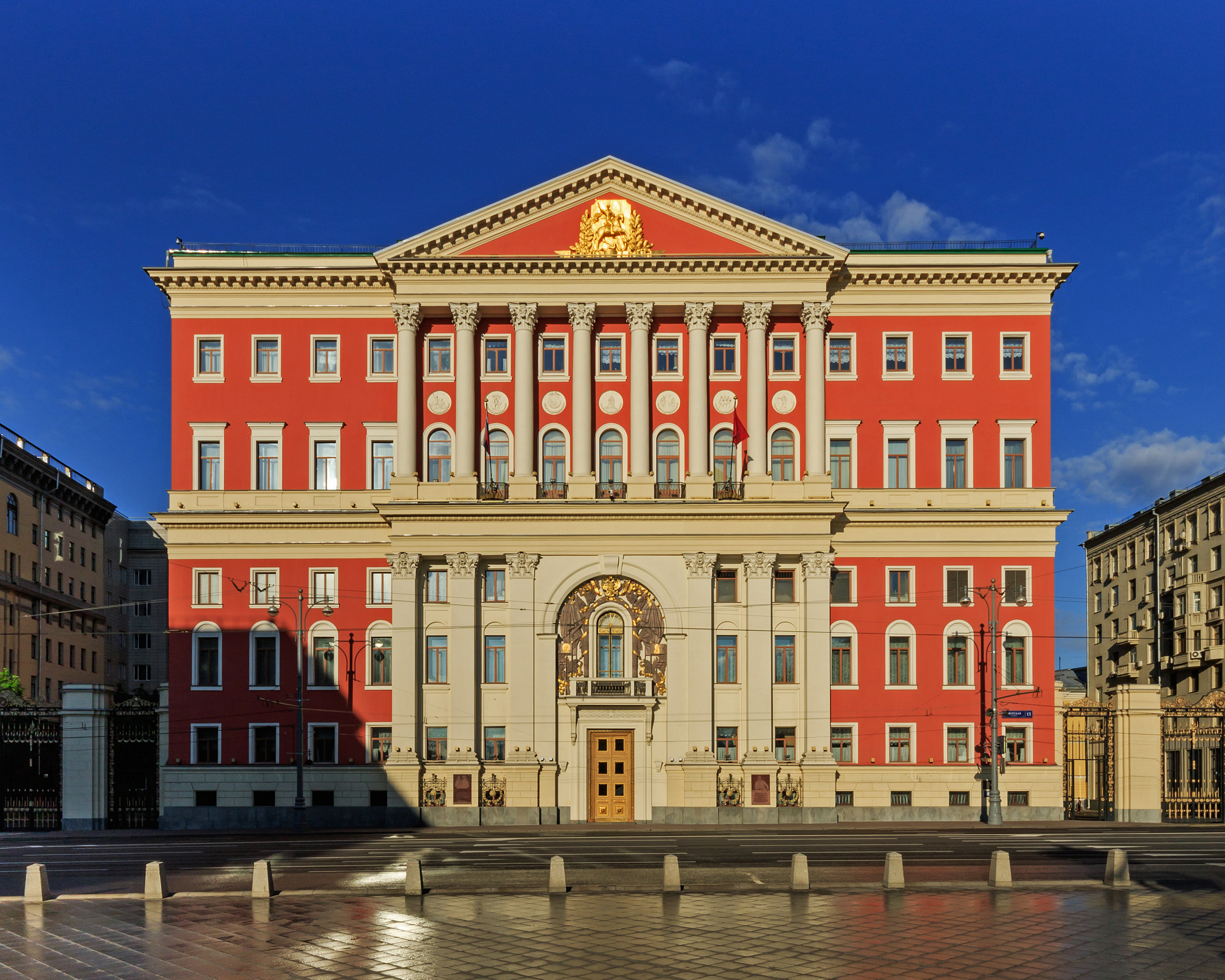
모스크바의 시장의 레지던스

모스크바의 정부(러시아어: Правительство Москвы) 모스크바 국가 기관의 최고 집행 기관이다. 모스크바의 정부, 즉 모스크바의 시장, 그리고 모스크바의 가장 높은 공식에 의해 이끌린다.
모스크바의 정부의 구성원은 모스크바의 시장, 모스크바 정부, 그리고 모스크바의 대리인 지자체와 모스크바 정부 장관이 있다. 모스크바 정부는 주문 모스크바의 시장의 서명 (모스크바 정부의 명령)을 발행한다. 모스크바 정부는 법인격을 보유하고 있다. 구조와 모스크바 정부의 기능은 모스크바시 두마에 의해 채택 모스크바의 법률에 의해 설립된다.

## 같이 보기
- 모스크바의 행정 구역
- 러시아의 연방시